# EuroCTP
EuroCTP (European Consolidated Tape Provider) ist ein Gemeinschaftsunternehmen von 14 Börsen, das der Bereitstellung eines Consolidated Tape (CT) für den Finanzhandel in der Europäischen Union (EU) dient. Das von der Europäischen Wertpapier- und Marktaufsichtsbehörde (ESMA) organisierte Auswahlverfahren soll im Jahr 2025 abgeschlossen werden und ist Teil der Kapitalmarktunion der Europäischen Kommission. Ein CT ist ein elektronisches System, das Echtzeitdaten von Aktien, die an einer Börse gehandelt werden, sammelt und meldet. Vorbild für das Vorhaben ist das seit 1976 bestehende Consolidated Tape System in den Vereinigten Staaten.

## Geschichte
Im Rahmen der Kapitalmarktunion schlug die EU-Kommission die Einführung eines Consolidated Tape (CT) für Aktien, ETFs, Renten und Derivate vor. Die Börsen hatten sich zunächst zurückhaltend gegenüber den Plänen der Kommission gezeigt. Am 16. Februar 2023 wurde schließlich die EuroCTP angekündigt und am 23. August 2023 als Gemeinschaftsunternehmen von 14 europäischen Börsen in Amsterdam registriert.

## Beteiligte Börsen
EuroCTP ist ein Gemeinschaftsunternehmen der folgenden 14 Börsen, die geregelte Märkte in 26 der 27 Mitgliedstaaten (alle außer der Slowakei) der Europäischen Union (EU) sowie den EFTA-Mitgliedern Schweiz, Norwegen und Island betreiben.
- Athener Börse
- Bukarester Börse
- Budapester Börse
- Bulgarische Börse
- Deutsche Börse
- Euronext
- Luxemburger Börse
- Malteser Börse
- Nasdaq Nordic
- SIX Swiss Exchange
- Warschauer Börse
- Wiener Börse
- Zagreber Börse